# Olympische Jugend-Sommerspiele 2014/Teilnehmer (Israel)
| Gelbes Symbol für Goldmedaillen mit stilisierten Olympischen Ringen | Graues Symbol für Silbermedaillen mit stilisierten Olympischen Ringen | Braundes Symbol für Bronzemedaillen mit stilisierten Olympischen Ringen |
| ------------------------------------------------------------------- | --------------------------------------------------------------------- | ----------------------------------------------------------------------- |
| —                                                                   | —                                                                     | —                                                                       |

Die Jugend-Olympiamannschaft aus Israel für die II. Olympischen Jugend-Sommerspiele vom 16. bis 28. August 2014 in Nanjing (Volksrepublik China) bestand aus 14 Athleten.

## Athleten nach Sportarten

### Bogenschießen
Mädchen
- Maya Raysin
Einzel: 17. Platz
Mixed: 9. Platz (mit Mete Gazoz  Türkei)

### Judo
Jungen
- Idan Vardi
Klasse bis 81 kg: 17. Platz
Mixed: Bronze  (im Team Xian)

### Leichtathletik
Jungen
- Denis Goldovsky
Stabhochsprung: 11. Platz
- Gal Yosef Sinai
Dreisprung: kein gültiger Versuch (Finale)

### Rhythmische Sportgymnastik
Mädchen
- Linoy Ashram
Einzel: 5. Platz

### Schwimmen
| Mädchen - Zohar Shikler 50 m Freistil: 12. Platz 100 m Freistil: 23. Platz - Yael Danieli 400 m Freistil: 32. Platz 800 m Freistil: 21. Platz | Jungen - Ido Haber 200 m Freistil: 6. Platz 400 m Freistil: 5. Platz 800 m Freistil: 9. Platz - Marc Hinnawi 400 m Freistil: 22. Platz 800 m Freistil: 20. Platz |

### Segeln
| Mädchen - Noy Drihan Windsurfen: 8. Platz | Jungen - Yoav Omer Windsurfen: 5. Platz |

### Tischtennis
Mädchen
- Nicole Trosman
Einzel: 9. Platz
Mixed: 5. Platz (mit Elias Ranefur  Schweden)

### Triathlon
Jungen
- Omri Bahat
Einzel: 10. Platz
Mixed: 4. Platz (im Team Europa 4)

### Turnen
Jungen
- Artem Dolgopyat
Einzelmehrkampf: 10. Platz
Boden: 8. Platz
Pferd: 5. Platz